# Surinamská kuchyně

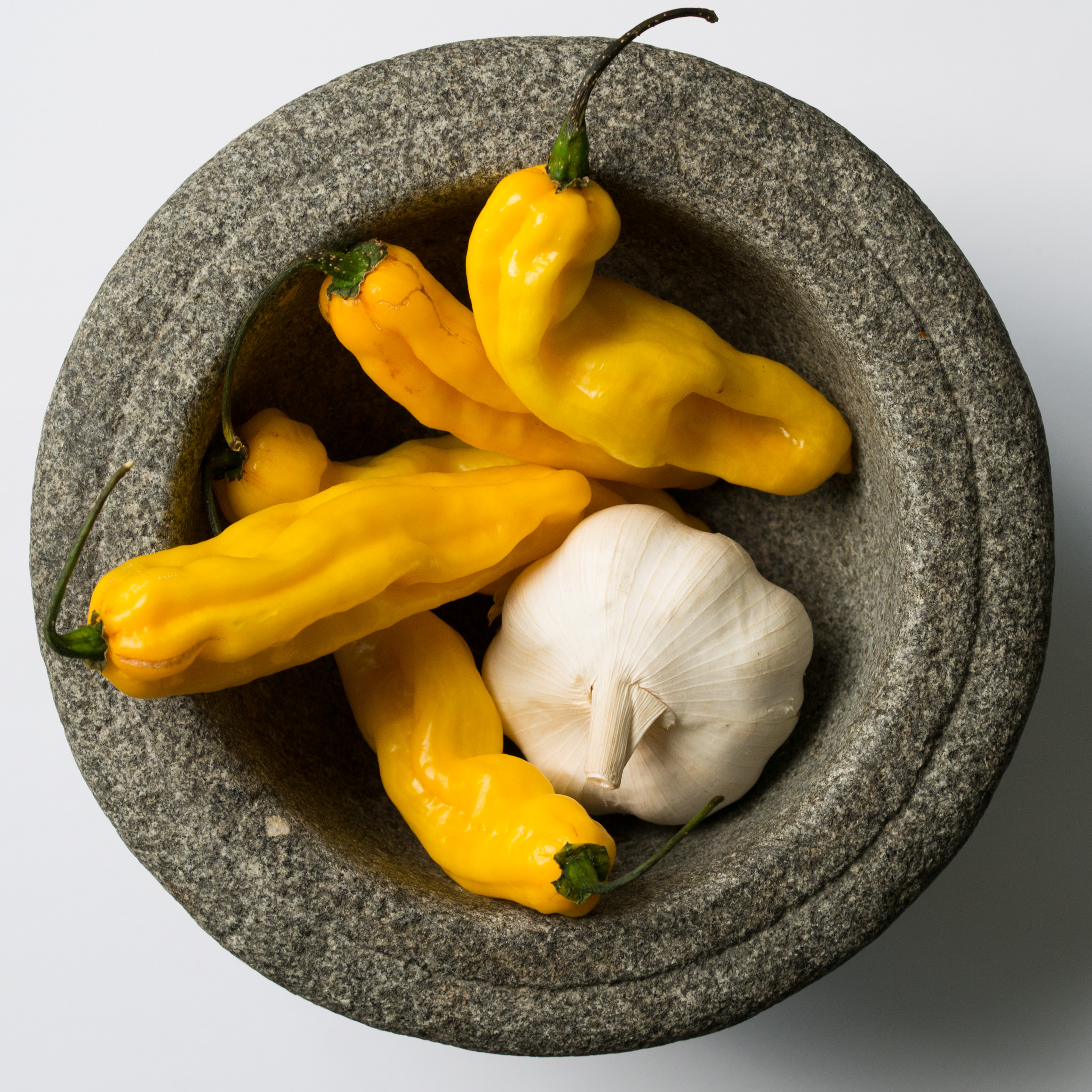
Chilli papričky Madamme Jeannette

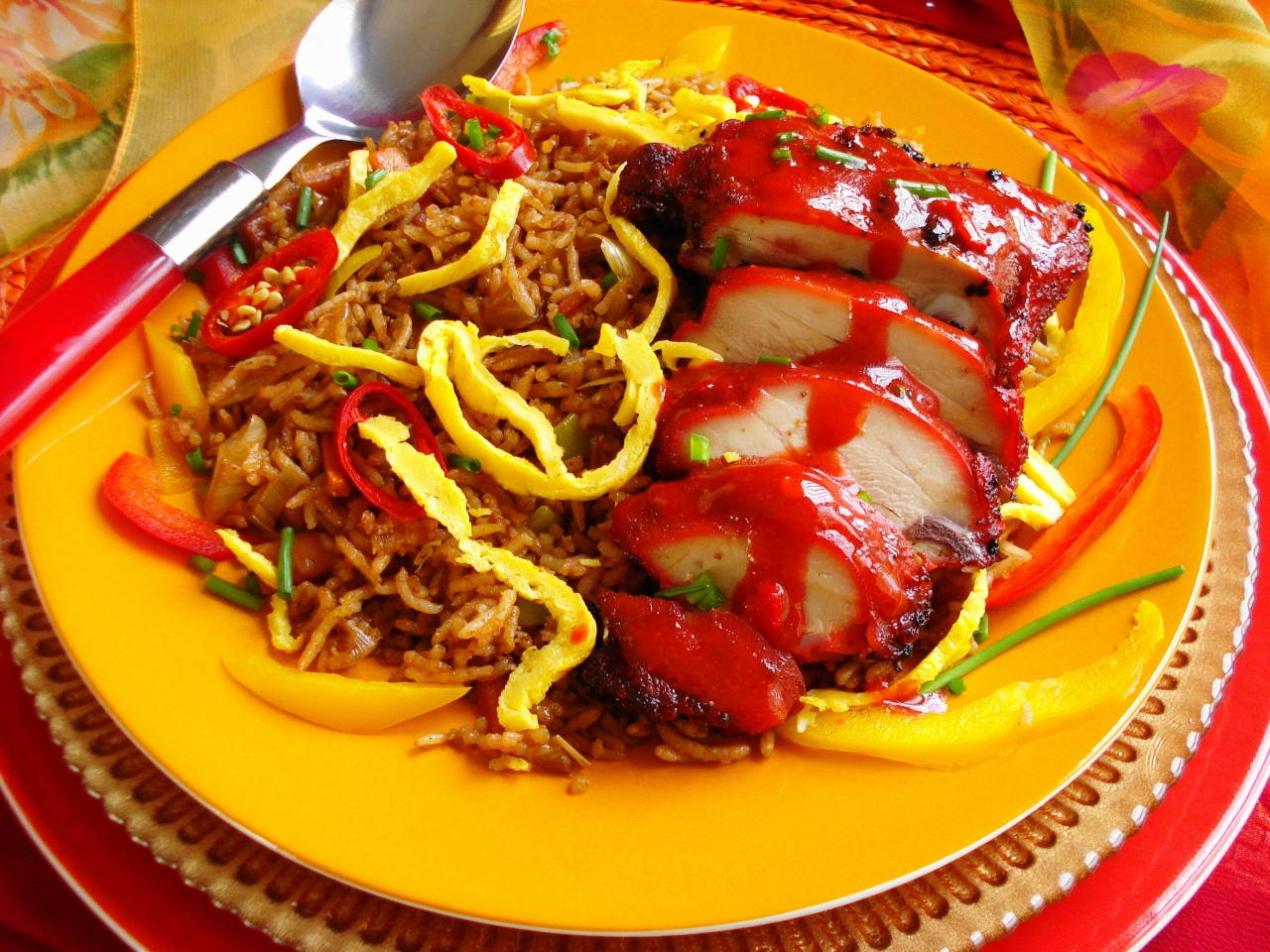
Nasi goreng

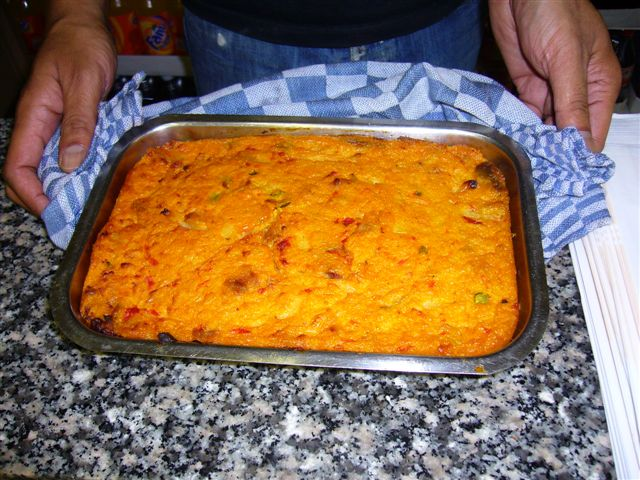
Pom

Surinamská kuchyně (nizozemsky: Surinaamse keuken) v sobě spojuje vlivy z africké, kreolské, indonéské, nizozemské, portugalské, indické, čínské a židovské kuchyně.
Mezi populární suroviny patří například mořské plody, maniok, rýže, tropické ovoce nebo chilli (především žlutá chilli paprička madame jeanette).

## Příklady surinamských pokrmů
Příklady surinamských pokrmů:
- Nasi goreng, smažená rýže po indonésku
- Roti, placka z těsta používaná jako příloha
- Bami, smažené nudle s masem
- Kit kisttwahee, krevetové rolky[3]
- Pom, pokrm z arónu a kuřecího masa
- BB met R, pokrm z rýže a fazolí
- Rijsttafel, smažená rýže s masem a zeleninou

## Příklady surinamských nápojů
Příklady surinamských nápojů:
- Dawet, sladký nealkoholický nápoj z kokosového mléka[4]
- Gemberbier, zázvorový nápoj[5]